# Helen Jerome
Pour les articles homonymes, voir Jerome et Bruton.
Ne doit pas être confondu avec Helen Jerome Eddy.
Helen Jerome, née Bruton le 10 mai 1883 à Londres et morte le 10 février 1966 dans le Berkshire, en Angleterre, est une journaliste, femme de lettres et auteur dramatique britannique, devenue australienne, puis naturalisée américaine.

## Biographie
Helen  « Nellie » Bruton est la fille d'immigrants irlandais, issue d'une grande famille de tradition catholique. On sait peu de choses de ses jeunes années. Son père, William Bruton occupe un emploi dans les postes de Nouvelle-Galles du Sud. Il meurt en 1918. L'un de ses frères, William Joseph Bruton, est solliciteur et contributeur occasionnel du magazine littéraire hebdomadaire The Bulletin, une publication détenue par l'éditeur et journaliste J. F. Archibald.

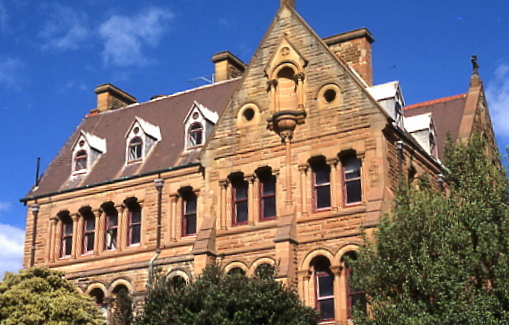
Le prieuré catholique de Waverley (Catholic Friary of Waverley), démoli en 1985, où a eu lieu la célébration du mariage d'Helen Burton et d'Armand Jerome en 1900.

Après des études de lettres à Sydney, elle publie ses écrits d'abord dans le journal catholique the Freeman's Journal, puis, comme son frère, dans The Bulletin ainsi que dans  The Lone Hand, une autre revue de J. F. Archibald. Elle est aussi critique de théâtre dans la revue Dramatic News de Melbourne. Le 11 juin 1900, elle épouse, au prieuré catholique de Waverley, l'éditeur Armand Jerome. Elle voyage ensuite beaucoup, en Asie de l'Est, en Europe, en Russie et aux États-unis, faisant des retours épisodiques en Australie. Durant cette période elle écrit de nombreux articles relatant ses expériences de voyages pour des périodiques et journaux australiens anglais et américains. En 1920, elle inscrit sa fille Carmen dans une école pour filles progressiste de Sydney, le Shirley College à Edgecliffe.
Au début des années 1920 elle s'installe définitivement aux États-Unis où elle se fait connaître pour ses adaptations à la scène de Jane Austen et Charlotte Brontë. Son mari décède le 26 février 1924 à Sydney. Onze ans plus tard, elle obtient une autorisation spéciale pour se remarier à George Dominic Ali (27 janvier 1862 - 14 mars 1942), qu'elle épouse à Londres le 18 août 1935 au Hyde Park Hotel. Elle partage ensuite sa vie entre la Grande-Bretagne et les États-Unis. Elle meurt en Angleterre en 1966.

## Œuvres
On lui doit notamment deux adaptations théâtrales d'œuvres littéraires. En 1935 elle adapte le roman de Jane Austen Orgueil et Préjugés, sous le titre Pride and Prejudice, A Sentimental Comedy in Three Acts (« Orgueil et Préjugés, comédie sentimentale en trois actes »). Cette pièce a été jouée pour la première fois le 28 octobre 1935 à Philadelphie, puis a été montée avec succès au St James's Theatre (en) de Londres dès l'année suivante, avec Celia Johnson dans le rôle d'Elizabeth Bennet et continue à être reprise régulièrement.
Elle a inspiré le scénario d'un film homonyme de Robert Z. Leonard produit par la société MGM en 1940 et le livret d'une comédie musicale, First Impressions (Premières Impressions) créée le 19 mars 1959 à l'Alvin Theatre de Broadway.
L'année suivante, elle adapte le roman de Charlotte Brontë, Jane Eyre, sous le titre Jane Eyre, A Drama of Passion in Three Acts (« Jane Eyre, drame de la passion en trois actes »). La pièce a été jouée à Londres et aux États-Unis à partir d'octobre 1936.